# BU-733
La BU-733, conocida coloquialmente como Carretera de Bardauri o Carretera de La Rioja, es una carretera autonómica que transcurre entre la localidad de Miranda de Ebro y el límite provincial de La Rioja. Se trata de una vía de entrada o salida a la ciudad desde La Rioja.
El inicio de esta carretera burgalesa está en el casco urbano de Miranda de Ebro, en la Barriada de San Juan del Monte donde enlaza además con la  BU-735 . Finaliza en el límite con la provincia de La Rioja, cerca de la localidad de Cellorigo. A partir de este punto, en suelo riojano pasa a llamarse  LR-301 . La longitud de esta carretera es aproximadamente de 5,1 km y conecta el centro de la ciudad con el barrio de Bardauri así como con el monasterio y residencia de San Miguel del Monte. 
Durante todo su recorrido consta de una sola calzada, con un carril para cada sentido de circulación y arcenes a ambos lados. La  BU-733  tenía en 2004 una IMD de 2.932 vehículos diarios y en 2008 una IMD de 1.450.